# Phomopsis asteriscus
Phomopsis asteriscus är en svampart som beskrevs av Grove 1917. Phomopsis asteriscus ingår i släktet Phomopsis och familjen Diaporthaceae.   Inga underarter finns listade i Catalogue of Life.